# Giochi sporchi
Giochi sporchi è una serie televisiva italiana del 2009 andata in onda su Rai 4. Inizialmente suddivisa in spezzoni da 10 minuti cadauno, la fiction è stata trasmessa in anteprima all'interno del programma Sugo - 60 minuti di gusto e disgusto.
Giochi sporchi nasce da un'idea di Gregorio Paolini con la regia di David Emmer e la produzione Hangar; la fiction è stata girata a Roma e tra gli attori del cast si ricordano: Ninni Bruschetta,
Andrea Lehotská, Tommaso Ramenghi, Eros Galbiati, Miriam Candurro, Guenda Goria, Lavinia Longhi e Fabrizio Sabatucci.
A cavallo tra il thriller e il drama, senza mai perdere l'ironia, la fiction racconta il mondo dello spettacolo e della comunicazione visto da dietro le quinte con complotti, interessi economici e pressioni politiche mascherata dietro la facciata del gossip. I protagonisti sono: Un giovane a caccia di scoop, disposto anche ad inventarli, per avere donne e successo, una bellissima ragazza seria ed impegnata con un segreto nascosto, il figlio ricattato del direttore di un giornale, il rampollo brillante di una famiglia di ricchi palazzinari coinvolto in una notte di sesso finita male, un politico che vuole affondare il nemico industriale con uno scandalo sessuale, e l'informatore che viene assassinato..